# Axel Öhgren
Axel Lennart "Nordpilen" Öhgren, senare Ögren, född 26 september 1929 i Ostvik, död 6 januari 2021, var en svensk tävlingscyklist.

## Karriär
Öhgren, som tävlande för Skellefteå AIK, blev svensk mästare i 150 km linjelopp vid SM 1953 i Motala. Under samma år vann han även en etapp i Sexdagarsloppet. 1956 vann Öhgren Östgötaloppet och han vann även Solleröloppet både 1956 och 1957. Under 1957 blev Öhgren den förste svensken att vinna en etapp i Fredsloppet.
Totalt deltog Öhgren i fyra stycken Sexdagarslopp samt Österrike runt fyra gånger (1953, 1954, 1955 och 1956). 1953 tilldelades han även VK-guldet av Västerbottens-Kuriren.